# Millington and Rostherne
Millington and Rostherne är en civil parish i distriktet Cheshire East, i grevskapet Cheshire, i England. Civil parish är belägen 13 km från Northwich. Det inkluderar Booth Bank, Rostherne och Tatton Dale. Civil parishen inrättades den 1 april 2023.